# Universo (Blas Cantó)
Universo è un singolo del cantante spagnolo Blas Cantó, pubblicato il 31 gennaio 2020 da Warner Music Spain.
Era stato selezionato internamente dall'emittente RTVE per rappresentare la Spagna all'Eurovision Song Contest 2020 come parte dei Big Five prima che l'evento venisse cancellato a causa della pandemia di COVID-19.

## Descrizione
Il brano è stato scritto e composto durante un viaggio ad Edimburgo dallo stesso interprete con Dan Hammond, Ashley Hicklin, Dangelo Ortega e Mikolaj Trybulec. Trybulec e Hammond sono inoltre i produttori del singolo.
Melodicamente si presenta come un pezzo midtempo a metà tra il pop e l'electronic dance music. Il testo si concentra in una richiesta di perdono all'universo per aver nascosto una parte di se stessi agli altri.

## Video musicale
Il videoclip, diretto da Cristian Velasco, è stato girato a Tenerife e Lanzarote nelle Isole Canarie ed è stato pubblicato sul canale YouTube del cantante e su quello della rassegna canora.

## All'Eurovision Song Contest
L'emittente radiotelevisiva spagnola RTVE ha selezionato Blas Cantó come rappresentante della Spagna all'Eurovision Song Contest 2020 e ha successivamente scelto il brano tra 50 proposte appositamente create per la manifestazione musicale.
Per promuovere il proprio brano il cantante si è esibito durante la quarta serata dell'undicesima edizione del talent show Operación Triunfo, trasmessa dal vivo il 9 febbraio 2020.
In quanto membro dei Big Five, il paese si sarebbe dovuto esibire direttamente in finale. Tuttavia, ciò non è avvenuto a causa della cancellazione del festival dovuta alla pandemia di COVID-19. È stato successivamente rivelato che la Spagna avrebbe avuto diritto di votare nella seconda semifinale.
In sostituzione della manifestazione musicale, l'emittente spagnola ha organizzato un voto online che ha incoronato Universo come proprio vincitore con un totale di 7 599 voti, il 34% del totale (anche se ciò non sarebbe successo all'Eurovision, dove non è possibile votare per il proprio paese).

## Tracce
1. Universo – 3:02